# Sillaba tonica
La sillaba tonica, quella su cui cade l'accento o sulla quale deve essere appoggiata la voce per una corretta pronuncia, caratterizza la parola stessa. Infatti abbiamo parole tronche quando la sillaba tonica è l'ultima, piane quando la sillaba tonica è la penultima, sdrucciole quando la sillaba tonica è la terzultima, bisdrucciole quando la sillaba tonica è la quartultima... e così via. La lingua italiana ha in prevalenza parole piane. La cosiddetta sillaba "protonica" è quella che precede la sillaba tonica; quella "postonica" è quella che la segue. 

## Tronche
- Colibrì: co-li-brì
- Cantù: Can-tù
- libertà: li-ber-tà

## Piane
- banana: ba-na-na
- acqua: ac-qua
- fiore: fio-re

## Sdrucciole
- Tavolo: ta-vo-lo
- Èsile: è-si-le
- Pùbblico: pùb-bli-co

## Bisdrucciole
- applicano: ap-pli-ca-no
- abitano: a-bi-ta-no
- occupano: oc-cu-pa-no